# Pristocnemis
Pristocnemis es un género de arácnido del orden Opiliones de la familia Gonyleptidae.

## Especies
Las especies de este género son:
- Pristocnemis albimaculatus
- Pristocnemis farinosus
- Pristocnemis perlatus
- Pristocnemis pustulatus